# Nicandre (Sparte)
Nicandre est un roi de Sparte qui aurait régné dans le troisième quart du VIIIe siècle av. J.-C. Il serait le fils de Charilaos, auquel il succède, et le père de Théopompe, qui règne après lui. Dans la dyarchie spartiate, il appartient à la dynastie des Eurypontides et règne en même temps que Télècle, de la dynastie des Agiades.
Au début de son règne, il mène une expédition contre Árgos, avec l'aide des habitants d'Asinè, révoltés contre Árgos.